# Odbor za spremljanje uresničevanja Resolucije o izhodiščih zasnove nacionalne varnosti Republike Slovenije Državnega zbora Republike Slovenije
Odbor za spremljanje uresničevanja Resolucije o izhodiščih zasnove nacionalne varnosti Republike Slovenije je bivši odbor Državnega zbora Republike Slovenije.

## Sestava
1. državni zbor Republike Slovenije
- izvoljen: 4. februar 1994
- predsednik: Leo Šešerko
- podpredsednik: Franc Černelič
- člani: Franc Avberšek, Polonca Dobrajc, Alojzij Metelko, Marijan Poljšak (do 25. maja 1995), Vika Potočnik, Jože Pučnik, Danica Simšič

2. državni zbor Republike Slovenije
- izvoljen: 16. januar 1997
- predsednik: Jožef Školč (do 27. februarja 1997), Branko Janc (od 15. maja 1997)
- podpredsednik: Zmago Jelinčič
- člani: Samo Bevk, Franc Čebulj, Janez Janša, Jelko Kacin, Franc Kangler, Alojz Peterle, Franci Rokavec, Franc Žnidaršič
- funkcija člana: Mirko Kaplja (od 25. marca 1997)